# Horní Slatina
Horní Slatina település Csehországban, a Jindřichův Hradec-i járásban. Horní Slatina Hříšice, Budíškovice, Budeč és Knínice településekkel határos. Lakosainak száma 139 fő (2024. január 1.).

## Népesség
A település lakosságának változását az alábbi diagram mutatja:
| Lakosok száma | 305  | 291  | 289  | 244  | 187  | 144  | 136  | 134  | 134  | 139  |
|               | 1869 | 1890 | 1921 | 1950 | 1980 | 2001 | 2017 | 2019 | 2022 | 2024 |